# Шимани (Великопольське воєводство)
Шимани (пол. Szymany) — село в Польщі, у гміні Добра Турецького повіту Великопольського воєводства.
Населення — 88 осіб (2011).
У 1975-1998 роках село належало до Конінського воєводства.

## Демографія
Демографічна структура станом на 31 березня 2011 року:
|          | Загалом | Допрацездатний вік | Працездатний вік | Постпрацездатний вік |
| -------- | ------- | ------------------ | ---------------- | -------------------- |
| Чоловіки | 45      | 10                 | 30               | 5                    |
| Жінки    | 43      | 10                 | 23               | 10                   |
| Разом    | 88      | 20                 | 53               | 15                   |